# Gare de Brimeux
La gare de Brimeux est une gare ferroviaire française de la ligne de Saint-Pol-sur-Ternoise à Étaples, située sur le territoire de la commune de Brimeux, dans le département du Pas-de-Calais, en région Hauts-de-France.
C'est une halte voyageurs de la Société nationale des chemins de fer français (SNCF), desservie par des trains TER Hauts-de-France.

## Situation ferroviaire
Établie à 11 mètres d'altitude, la gare de Brimeux est située au point kilométrique (PK) 118,15 de la ligne de Saint-Pol-sur-Ternoise à Étaples, entre les gares ouvertes de Beaurainville et de Montreuil-sur-Mer.

## Service des voyageurs

### Accueil
Halte SNCF, c'est un point d'arrêt non géré (PANG) à accès libre.

### Desserte
Brimeux est desservie par des trains TER Hauts-de-France, qui effectuent des missions entre les gares de Saint-Pol-sur-Ternoise et d'Étaples - Le Touquet.

### Intermodalité
Le stationnement des véhicules est possible à proximité.